# U-Bahnhof Frankfurter Ring
Der U-Bahnhof Frankfurter Ring in München ist nach der kreuzenden Hauptverkehrsstraße benannt und wurde am 20. November 1993 eröffnet. Er wird von der Linie U2 bedient.
Wie im Bahnhof Am Hart ist auch hier die Decke aus gewelltem eloxiertem Aluminium, das vogelflügelähnlich das Licht streut. Genauso sind die Säulen in der Bahnsteigmitte im unteren Teil zum Schutz vor Verschmutzungen mit Aluminiumblech verkleidet, was auch einen gestalterischen Akzent setzt. Die Hintergleiswände wurden von Ricarda Dietz mit Mosaiken aus hellen und blauen Glasfliesen verkleidet, wobei immer wieder Tiermotive auftauchen.

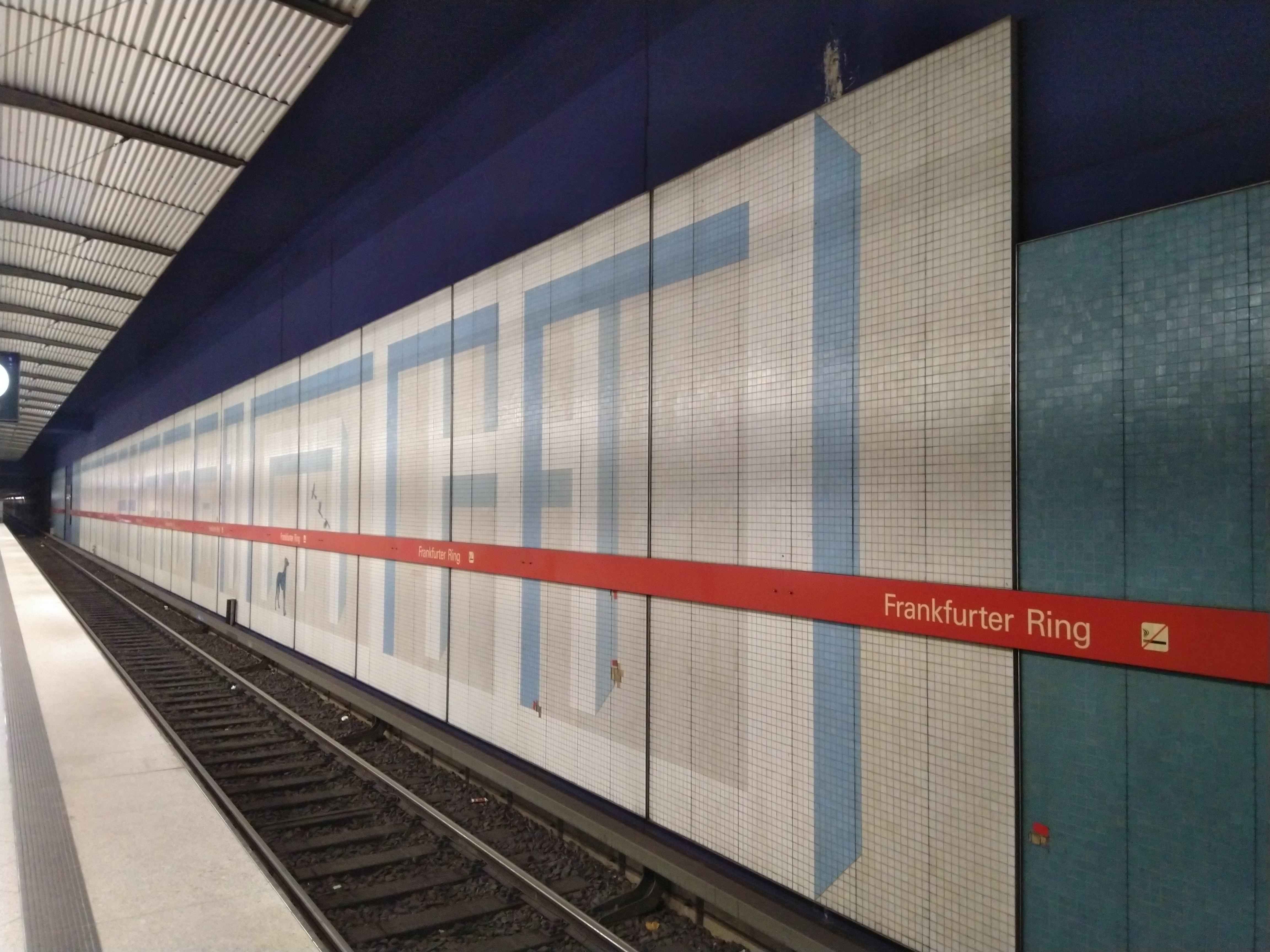
Glasfliesen an der westliche Hintergleiswand
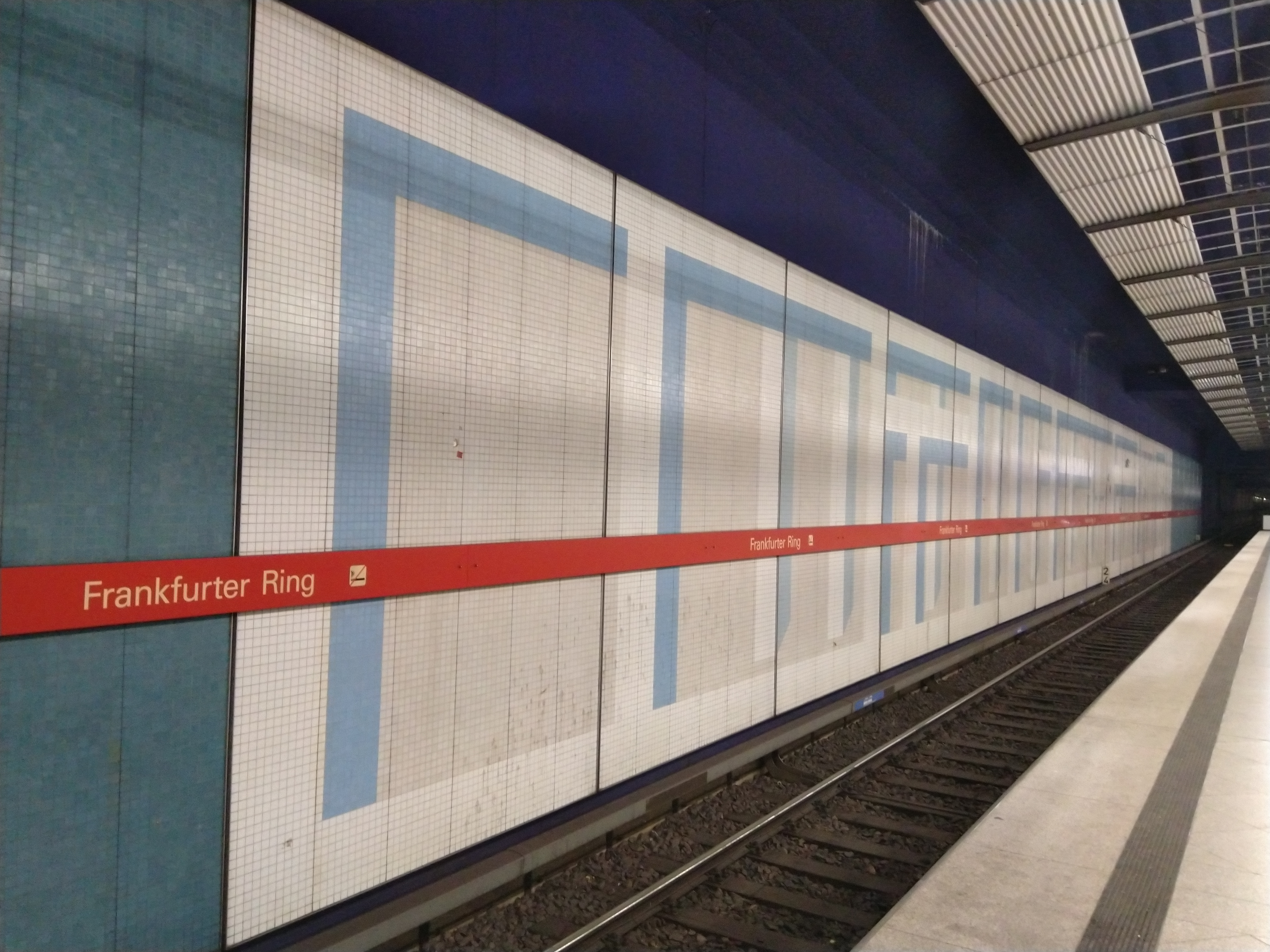
Glasfliesen an der östlichen Hintergleiswand
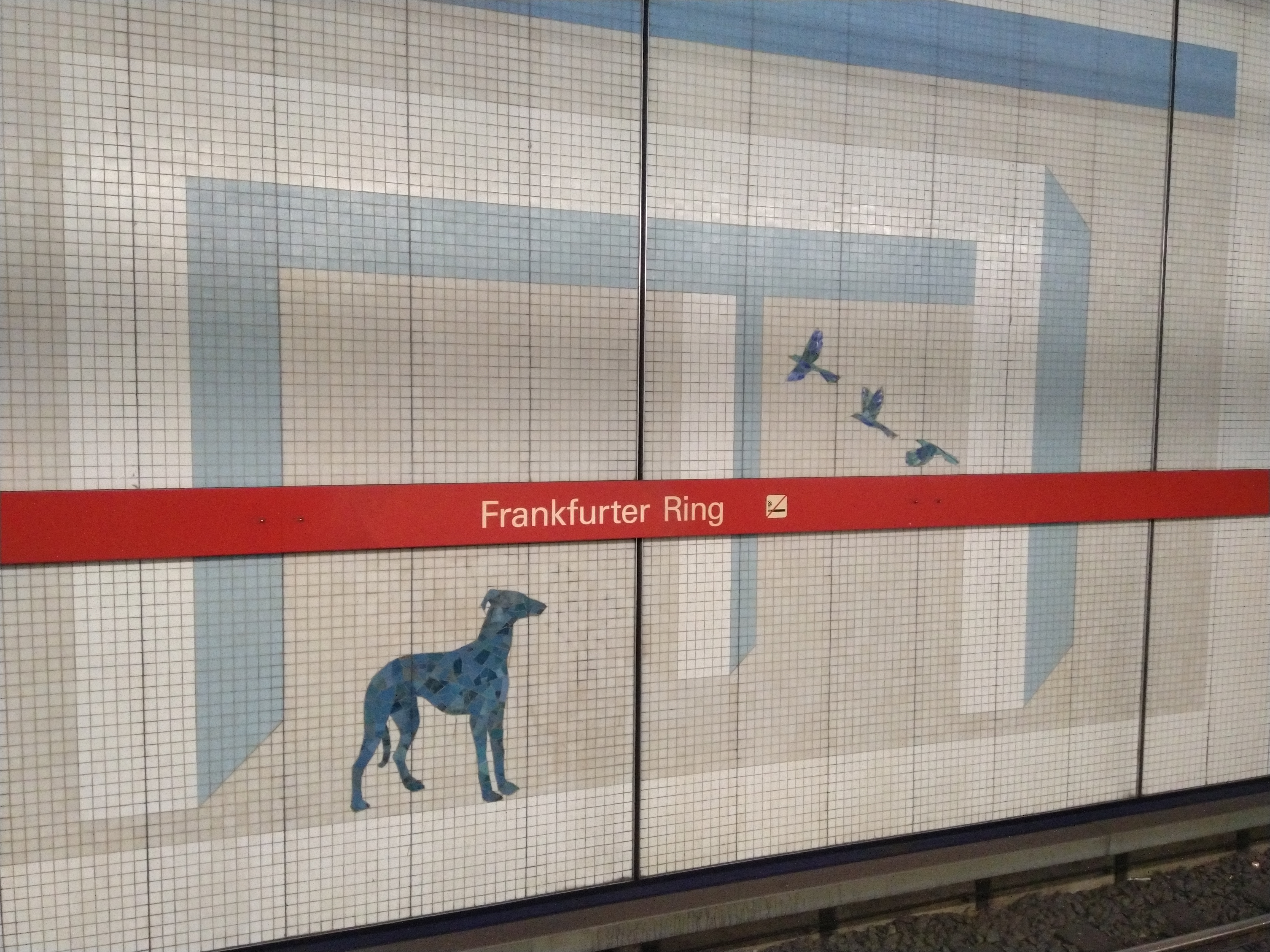
Tiermotive an der westlichen Hintergleiswand
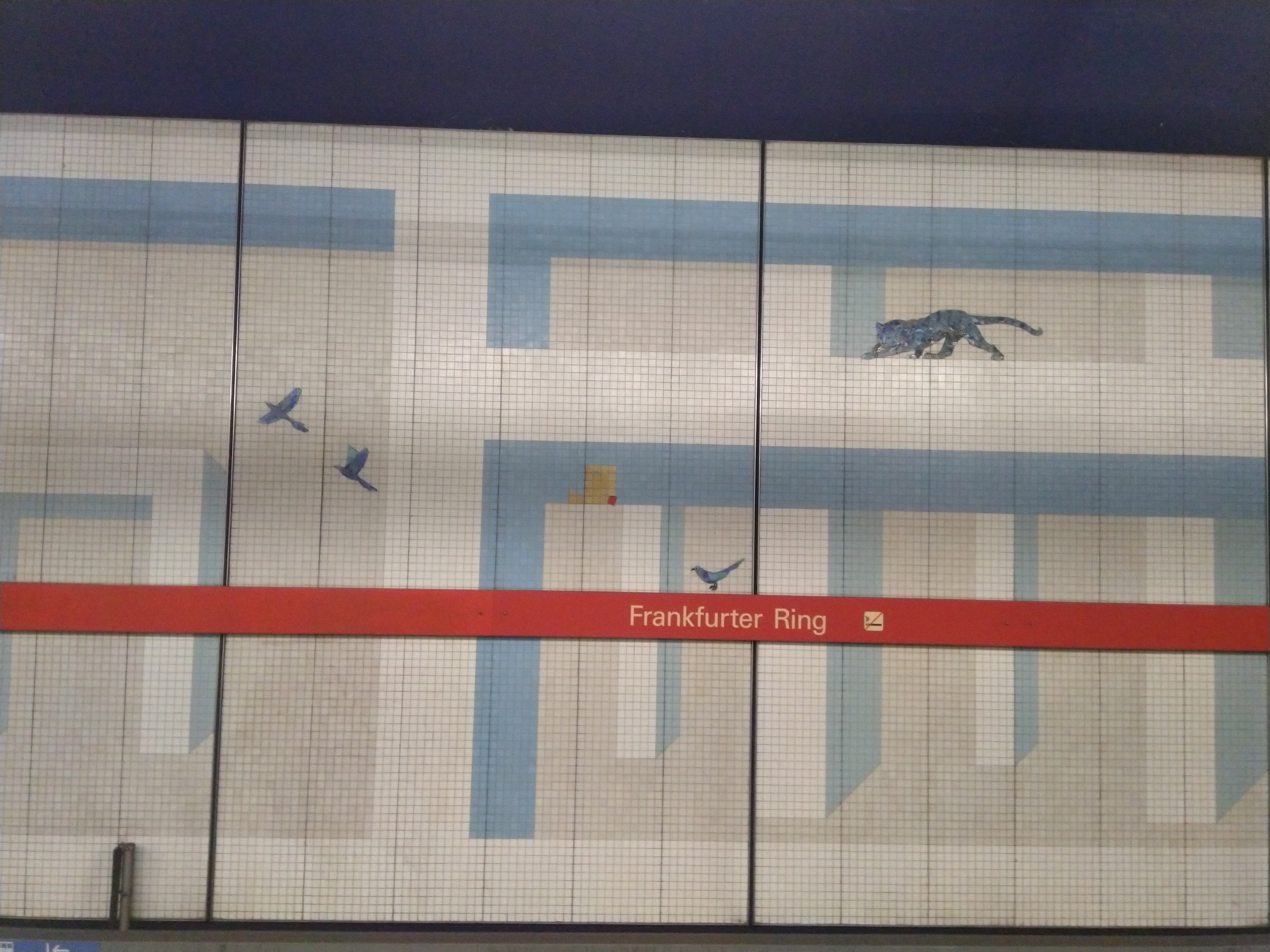
Tiermotive an der östlichen Hintergleiswand
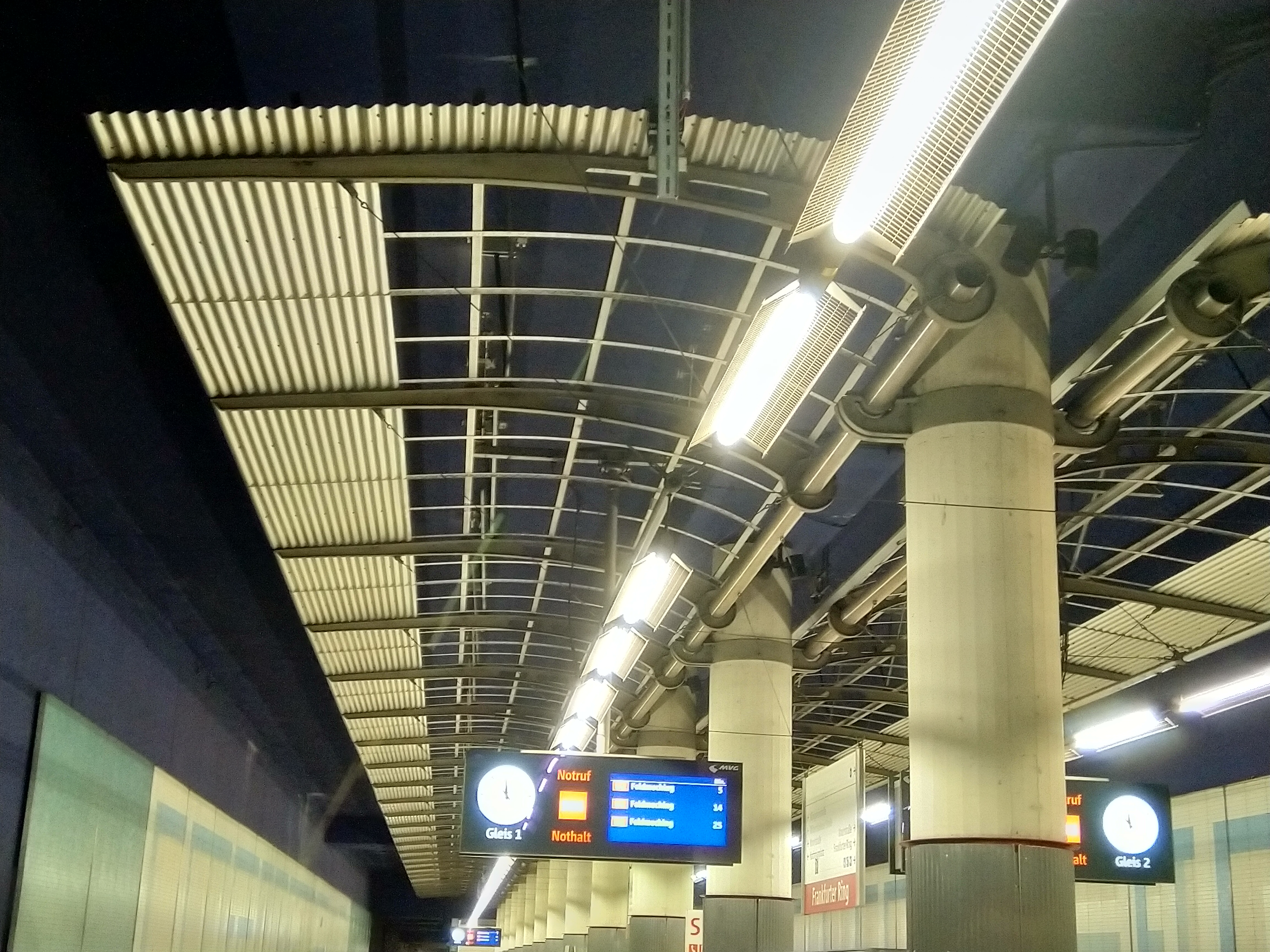
Decke

Am nördlichen Bahnsteigende führt ein Lift in ein Sperrengeschoss, von wo aus der Frankfurter Ring/Knorrstraße erreicht werden kann. Ein 800 Meter langes Streifengraffiti wurde von Am Hart kommend aus weißen und blauen Streifen im Tunnel an die Wände gesprüht. Es soll die Geschwindigkeit der U-Bahn darstellen.
| Linie | Linienverlauf |
| ----- | --- |
| U2    | Feldmoching – (1065 m) – Hasenbergl – (631 m) – Dülferstraße – (1112 m) – Harthof – (962 m) – Am Hart – (1010 m) – Frankfurter Ring – (657 m) – Milbertshofen – (1094 m) – Scheidplatz – (1103 m) – Hohenzollernplatz – (756 m) – Josephsplatz – (513 m) – Theresienstraße – (730 m) – Königsplatz – (583 m) – Hauptbahnhof – (905 m) – Sendlinger Tor – (746 m) – Fraunhoferstraße – (1116 m) – Kolumbusplatz – (711 m) – Silberhornstraße – (553 m) – Untersbergstraße – (654 m) – Giesing – (1280 m) – Karl-Preis-Platz – (868 m) – Innsbrucker Ring – (1576 m) – Josephsburg – (978 m) – Kreillerstraße – (1207 m) – Trudering – (959 m) – Moosfeld – (1683 m) – Messestadt West – (925 m) – Messestadt Ost |